# Термокарстове – Ханчейське – Східно-Таркосалинське – Уренгой-Челябінськ
Термокарстове – Ханчейське – Східно-Таркосалинське – Уренгой-Челябінськ – газопровідна система, за допомогою якої забезпечили видачу продукції кількох гігантських родовищ в Тюменській області Росії.
В 1998-му почалась розробка газового покладу гігантського Східно-Таркосалинського родовища. Для видачі його продукції спорудили перемичку довжиною 24 км та діаметром 1020 мм до системи Уренгой – Челябінськ, при цьому траса долає заповнену численними рукавами та озерами долину річки Пур.
За кілька років по тому далі на схід стартувала розробка гігантського Ханчейського родовища, від якого в 2003-му проклали газопровід до Східно-Таркосалинського довжиною 72 км та діаметром 720 мм. 
В середині 2010-х ще далі на схід ввели в розробку середнє за розмірами запасів Термокарстове родовище. Від нього в 2014-му спорудили газопровід довжиною 179 км та діаметром 530 мм до Ханчейського родовища, який на своєму шляху долає річку Таз.
Можливо також відзначити, що окрім газопроводів всі зазначені родовища сполучені системою конденсатопроводів.